# George Caleb Bingham

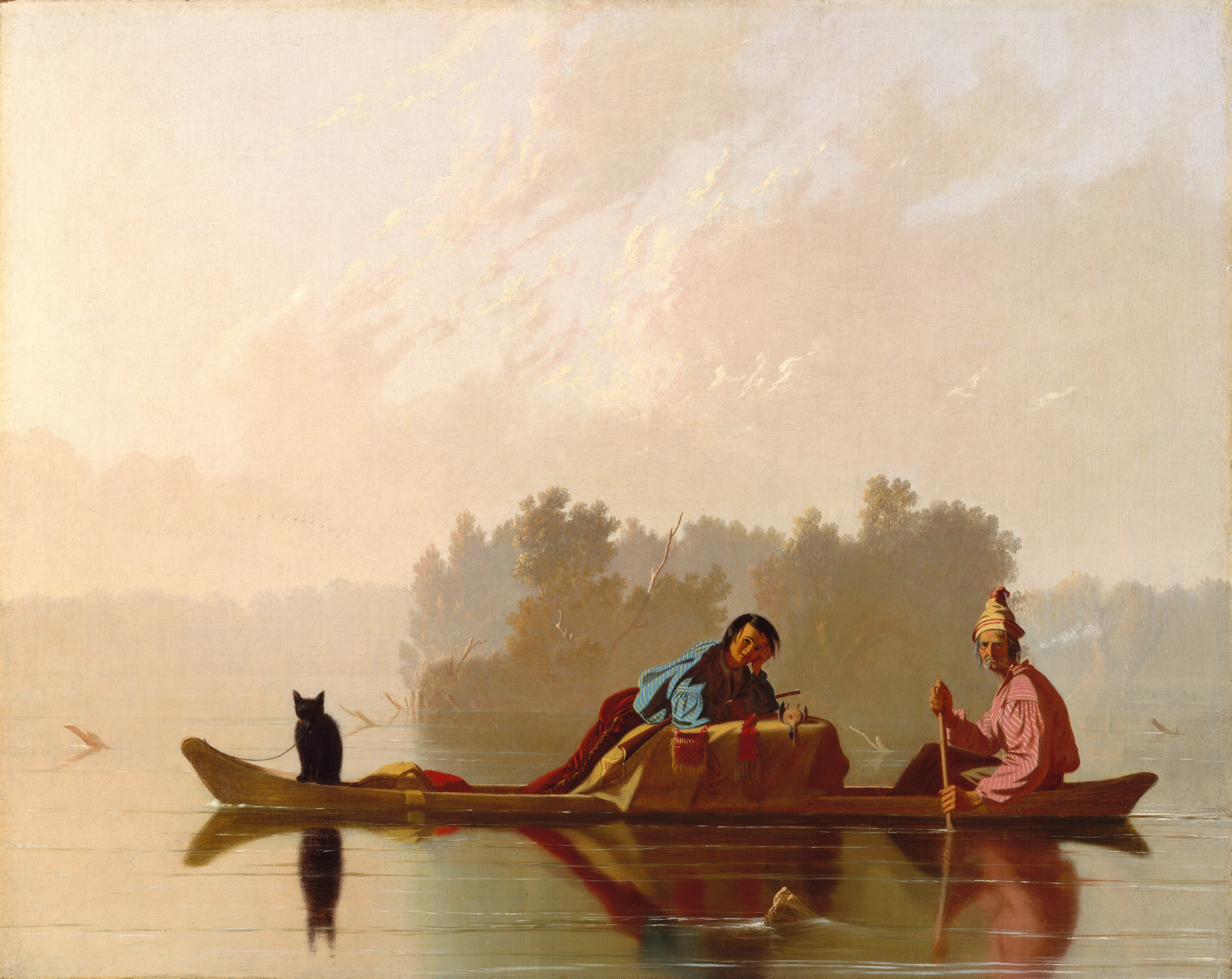
Bonthandelaren zakken de Missouri af, 1845

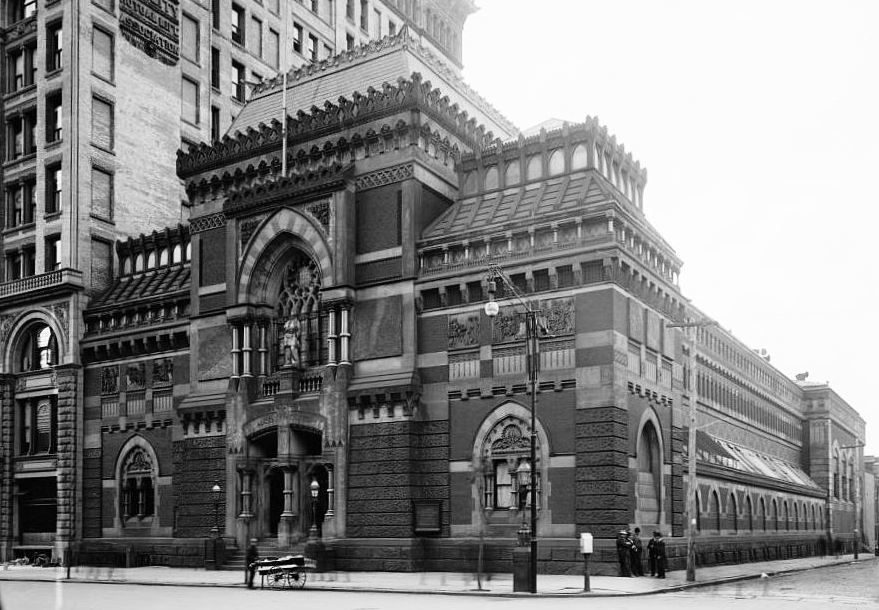
Pennsylvania Academy of the Fine Arts, 1900

Georg Caleb Bingham (Augusta County, 20 maart 1811 - Kansas City, 7 juli 1879) was een van de belangrijkste kunstschilders van het Amerikaanse Westen.
Bingham volgde een opleiding aan de Pennsylvania Academy of the Fine Arts in Philadelphia. Na zijn studie reisde hij door Europa en later door Noord-Amerika om zich daarna in Missouri te vestigen. 
Hij schilderde landschappen en bezienswaardigheden, maar legde met name taferelen vast van de (snel verdwijnende) manier van leven. Het meest bekend is hij van zijn genrestukken van vlettermannen en pelsjagers in Missouri. Om zijn stijl te verbeteren ging hij terug naar Europa. Zijn tijd in Düsseldorf bracht volgens sommigen een tegenovergesteld effect: de karakteristieke eenvoud van zijn stijl ging verloren. 
Naast schilderen was hij politiek geëngageerd. In 1848 werd hij gekozen in de General Assembly van de staat Missouri, en na zijn terugkeer uit Europa in 1859, werd hij op verschillende politieke posten benoemd, hetgeen hem tegen het eind van zijn leven de bijnaam general Bingham opleverde.
- Bibliothèque nationale de France: cb14969814k (data)
- CiNii: DA0626243X
- Gemeinsame Normdatei: 119413175
- International Standard Name Identifier: 0000 0000 8128 3102
- Library of Congress Control Number: n50009372
- Nationale Bibliotheek van Tsjechië: ola2003188636
- Nationale bibliotheek van Australië: 35018707
- Nationale Bibliotheek van Israël: 987007424350805171
- Nederlandse Thesaurus van Auteursnamen: 070310513
- RKD-Nederlands Instituut voor Kunstgeschiedenis: 8495
- SNAC: w6z905z7
- Système universitaire de documentation: 030616573
- Trove: 793102
- Union List of Artist Names: 500028547
- Virtual International Authority File: 49496933
- WorldCat: E39PBJtcDd8JF7H67WRxFW3qQq